# Nostoc punctiforme
Espèce
Nostoc punctiforme est une espèce de cyanobactéries filamenteuses de la famille des Nostocaceae.
Dans des conditions environnementales nutritionnelles non limitatives, ses filaments sont composés de cellules végétatives photosynthétiques. Lors de la limitation des nutriments, certaines de ces cellules subissent une différenciation en hétérocystes, akinètes ou hormogonia.
N. punctiforme est l’une des souches Nostoc capables de maintenir une symbiose diazotrophique avec des trachéophytes telles que les bryophytes Anthocerus punctatus et Blasia pusilla, les fougères aquatiques du genre Azolla, les cycadales Macrozamia spp. et l’angiosperme Gunnera.

## Publication originale
- P. Hariot, « Le genre Polycoccus Kützing », Journal de Botanique, vol. 5,‎ 1891, p. 29-32.